# Joachim Schröter

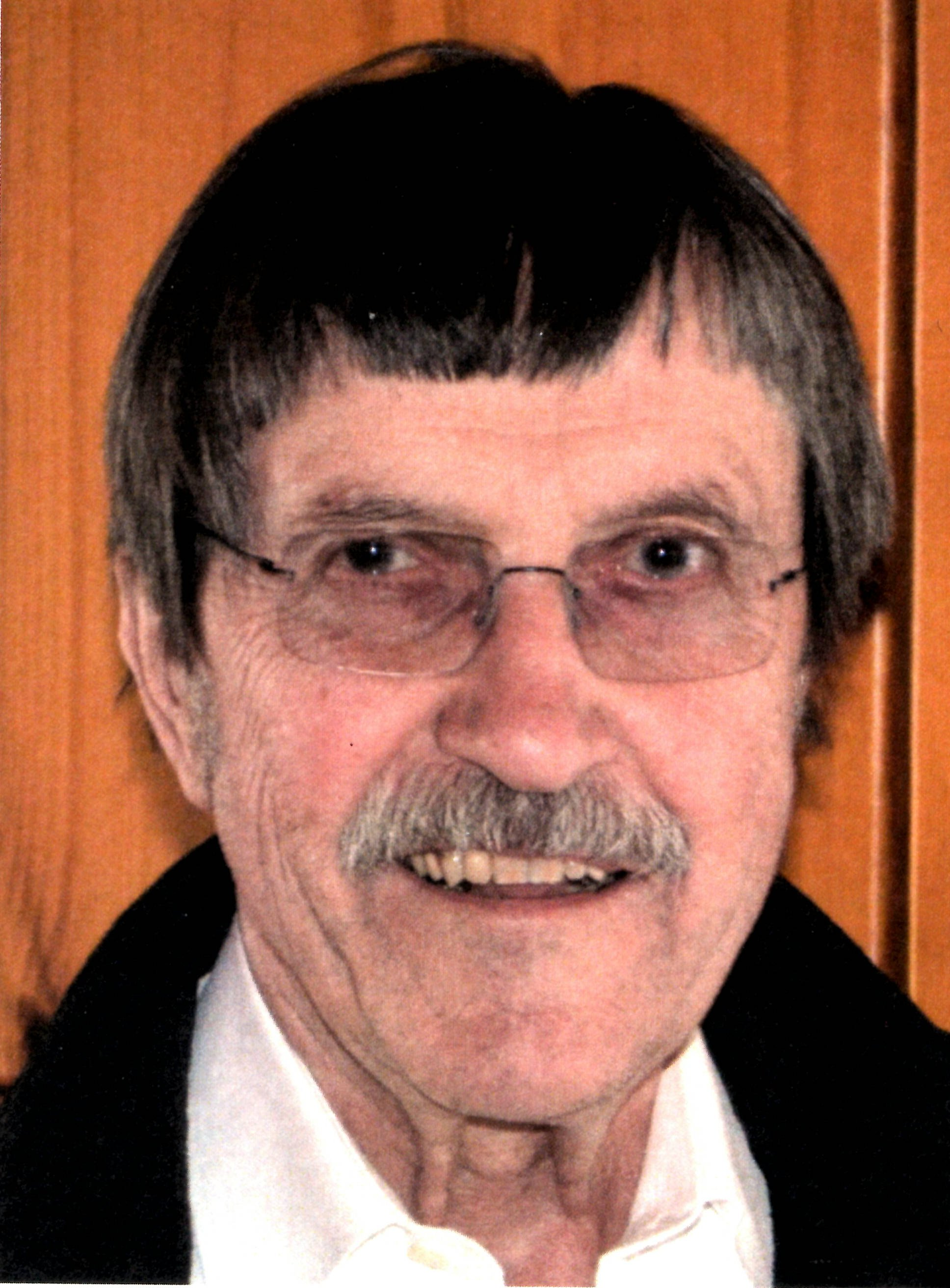
Joachim Schröter (2017)

Joachim Schröter (* 23. April 1931 in Dresden; † 14. März 2022 in Berlin) war ein deutscher theoretischer Physiker.

## Leben
Schröter war ab 1941 Schüler des Dresdner Kreuzgymnasiums und zugleich Mitglied des Kreuzchores. Nach seinem Abitur 1949 studierte er zunächst Biologie an der Freien Universität Berlin, wechselte aber 1950 zum Fach Physik, das er 1957 mit dem Diplom abschloss. Er wurde 1962 bei Günther Ludwig promoviert. Als dessen Assistent folgte Schröter ihm an die Philipps-Universität Marburg, wo er sich 1965 habilitierte und 1966 zum Dozenten für Theoretische Physik ernannt wurde. 1971 verbrachte er ein Forschungssemester am Max-Planck-Institut für Biophysik und folgte 1972 einem Ruf auf eine H2-Professur in Marburg sowie 1973 auf eine H4-Professur für Theoretische Physik an der neu gegründeten Gesamthochschule Paderborn. An deren Aufbau engagierte er sich stark, u. a. mehrfach als Dekan und Prodekan. 1992/93 war Schröter Mitglied der von Ulrich Majer und Heinz-Jürgen Schmidt geleiteten internationalen Forschungsgruppe Semantical Aspects of Spacetime Theory am Zentrum für interdisziplinäre Forschung der Universität Bielefeld und wurde 1996 emeritiert.

## Werk
Hauptarbeitsgebiet war zuerst die Statistische Physik, vor allem die Beschäftigung mit Grundlagenfragen; z. B. wie kann man aus einer mikroskopischen Theorie, die reversible Prozesse beschreibt, eine makroskopische Theorie irreversibler Prozesse herleiten. Hierzu gehören Arbeiten über makroskopische Observablen und statistische Gesamtheiten von Makrosystemen, sowie die Herleitung der Boltzmanngleichung und ihrer Verallgemeinerung, einer sogenannten Mastergleichung. Während des Aufenthaltes am MPI für Biophysik kam hinzu die Beschäftigung mit Transportprozessen durch Membranen im Rahmen einer mikroskopischen Theorie von Elektrolyten. Dazu gehören Arbeiten über die Herleitung von verallgemeinerten Nernst-Planck-Gleichungen, in denen Paarkorrelationen berücksichtigt werden. In diesem Zusammenhang stehen auch Untersuchungen von sogenannten Normallösungen der Fokker-Planck-Gleichung. Diese Überlegungen wurden verallgemeinert zu einer Boltzmann-Gleichung für Korrelationsfunktionen und zu einer daraus hergeleiteten Korrelationsthermodynamik, die u. a. zur Berechnung von Transportkoeffizienten in Plasmen verwendet wurde.
Verknüpft mit dem Arbeitsgebiet Statistische Physik sind einige Arbeiten zur Quantenmechanik.
Aus der Beschäftigung mit Relativitätstheorie ergaben sich Problemstellungen, die zu zwei weiteren Arbeitsgebieten führten. Die zu lösenden Fragen lauten: Wie ist es möglich die unanschaulichen Raum-Zeit-Vorstellungen der Allgemeinen Relativitätstheorie zu begründen, und was ist eine Begründung? Die Behandlung des letzteren Problems gehört zur Meta-Theorie der Physik, die den Schwerpunkt der Arbeit von Schröter bis zu seiner Emeritierung bildet. Ausgangspunkt war das von Günther Ludwig entwickelte Konzept physikalischer Theorien. Die hierin etablierte Raum-Zeit-Theorie wurde später von Udo Schelb weiterentwickelt.

## Schriften (Auswahl)

### Statistische Physik
- Zum Begriff der makroskopischen Observablen in der klassischen Mechanik und eine Verallgemeinerung der Boltzmann-Gleichung. Dissertation, FU Berlin, 1962.
- A Derivation of Boltzmann’s Equation with an Assumption of Determinacy, Part I. In: Physica, 30, 1964, S. 479–492 (zusammen mit G. Ludwig und W. J. C. Müller).
- A Derivation of Boltzmann’s Equation with an Assumption of Determinacy, Part II. In: Physica, 31, 1965, S. 1649–1672 (zusammen mit G. Ludwig und W. J. C. Müller).
- A Master-Equation for Gases. In: Physica, 31, 1965, S. 1–32.
- Eine makroskopische Bewegungsgleichung für verdünnte Gase. Habilitationsschrift, Marburg 1965.
- The Concept of Reversibility and Irreversibility in Thermostatics. In: Z. Naturf., 26a, 1971, S. 849–855.
- Equilibrium Properties of an Ion Exchange Membrane System. In: Ber. Bunsenges. Phys. Chem., 76, 1972, S. 1198–1202.
- Kinetische Herleitung verallgemeinerter Nernst-Planck-Gleichungen, Teil I. In: Ann. Phys., Lpz. 32, 1975, S. 19–32 (zusammen mit G. West).
- Kinetische Herleitung verallgemeinerter Nernst-Planck-Gleichungen, Teil II. In: Ann. Phys., Lpz. 32, 1975, S. 33–44 (zusammen mit G. West).
- Kinetische Herleitung verallgemeinerter Nernst-Planck-Gleichungen, Teil III. In: Ann. Phys., Lpz. 32, 1975, S. 227–237 (zusammen mit G. West).
- Kinetische Herleitung verallgemeinerter Nernst-Planck-Gleichungen, Teil IV. In: Ann. Phys., Lpz. 33, 1976, S. 125–131 (zusammen mit G. West und A. Grauel).
- Näherungslösung einer verallgemeinerten Nernst-Planck-Gleichung für ein eindimensionales Membranmodell. In: Z. Naturf., 31a, 1976, S. 815–822 (zusammen mit H.-P. Stormberg).
- The Complete Chapman-Enskog Procedure for the Fokker-Planck Equation. In: Arch. Rational Mech. Anal., 66, 1977, S. 183–199.
- Ion and Water Transport through Ion Exchange Membranes. In: Z. Naturf., 33a, 1978, S. 658–665 (zusammen mit H.-P. Stormberg).
- Proper and Normal Solutions of the Fokker-Planck Equation. In: Arch. Rational Mech. Anal., 76, 1981, S. 193–246 (zusammen mit J. Meyer).
- Comments on the Grad Procedure for the Fokker-Planck Equation. In: J. Stat. Phys., 32, 1983, S. 53–69 (zusammen mit J. Meyer).
- The Microscopic Background of Thermodynamics. In: J. Non-Equilib. Thermdyn., 11, 1986, S. 315–326.
- Kinetic Theory of Charged Particles. In: I. Müller, T. Ruggeri (Hrsg.) Kinetic Theory and Extended Thermodynamics. Bologna 1987, S. 295–311.
- Correlational Thermodynamics of Plasmas, Part I: Kinetic Background and Equilibrium Properties. In: J. Non-Equilib. Thermodyn., 17, 1992, S. 245–280 (zusammen mit P. Konopka).
- Correlational Thermodynamics of Plasmas, Part II: Electric Conductivity. In: J. Non-Equilib. Thermodyn., 17, 1992, S. 343–381 (zusammen mit P. Konopka).
- Correlational Thermodynamics of Plasmas, Part III: Transport Coefficients. In: J. Non-Equilib. Thermodyn., 18, 1993, S. 59–101 (zusammen mit P. Konopka).
- Correlational Kinetics, Part I: General Theory. In: Physica A, 219, 1995, S. 159–188 (zusammen mit R. Wegener)
- Correlational Kinetics, Part II: Boltzmann Collision Terms. In: Physica A, 219, 1995, S. 189–211 (zusammen mit R. Wegener).

### Quantenmechanik
- Classical Mechanics as a Limit of Quantum Mechanics. In: Ann. Phys., Lpz. 23, 1969, S. 15–27.
- A Note Concerning Propositions in Quantum Mechanics. In: Ann. Phys., Lpz. 25, 1970, S. 243–245.
- Canonical Transformations in Quantum Mechanics. In: Ann, Phys., Lpz. 26, 1971, S. 59–65 (zusammen mit M. Westström).
- Time Dependent Coordinate Transformations. In: Ann. Phys., Lpz. 26, 1971, S. 66–72 (zusammen mit M. Weström).
- Expectation Values for Unbounded Observables. In: Int. J. Theor. Phys., 7, 1973, S. 431–442 (zusammen mit K. Kraus).
- A New Approach to the Multi-Particle Problem in Quantum Mechanics. arxiv:1211.1895

### Relativitätstheorie und Meta-Theorie
- An Axiomatic Basis of Space-Time Theory, Part I. In: Rep. on Math. Phys., 26, 1988, S. 303–333.
- An Axiomatic Basic of Space-Time-Theory, Part II. In: Rep. on Math. Phys., 31, 1992, S. 5–27 (zusammen mit U. Schelb)
- On the Relation between Space-Time Theory and General Relativity. In: Report Nr. 18/93 of the Research Group on Semantical Aspects of Spacetime Theories, Center for Interdisciplinary Research, Univ. of Bielefeld (zusammen mit U. Schelb).
- Remarks Concerning the Notion of Free Fall in Axiomatic Space-Time Theory and Related Topics. In: General Rel. and Grav., 27, 1995, S. 605–627 (zusammen mit U. Schelb).
- A New Formulation of General Relativity. In: Adv.Theor. Math. Phys., 13, 2009, S. 1713–1770.
- An Extension of Friedman-Robertson-Walker Theory. In: Adv. Theor. Math. Phys., 16, 2012, S. 393–419.
- Zur Meta-Theorie der Physik. Walter de Gruyter, Berlin 1996, S. 708 Seiten.
- Das naturwissenschaftliche Weltbild: Wahrheit oder Fiktion? In: Z. Semiotik, 24, 2002, S. 431–447.